# Sphacelodes brunneata
Sphacelodes brunneata là một loài bướm đêm trong họ Geometridae.